# Solioni (Sennoi)
Solioni - Солёный (rus) és un possiólok del krai de Krasnodar, a Rússia. Es troba a la península de Taman. És a 28 km a l'oest de Temriuk i a 155 km a l'oest de Krasnodar.
Pertany al possiólok de Sennoi.